# Гнидюк Микола Якимович
Микола Якимович Гнидюк (нар. 25 грудня 1918, село Нова Вижва, тепер Старовижівського району Волинської області — 30 грудня 1976, місто Львів) — український радянський діяч, радянський партизан, заступник та 1-й заступник голови виконавчого комітету Львівської обласної ради депутатів трудящих.

## Біографія
Народився в бідній селянській родині. Закінчив сільську школу, працював у сільському господарстві. Брав активну участь в прорадянському революційному русі на Волині.
Після вересня 1939 року закінчив курси помічників паровозних машиністів, працював помічником машиніста паровоза депо станції Ковель Рівненської області.
З 1941 року — помічник машиніста паровоза на Південно-Західній, Одеській залізницях і на станції Пенза в РРФСР.
У 1942 році добровольцем вступив на курси парашутно-десантних розвідників. Після закінчення курсів був перекинутий в партизанський загін Дмитра Медведєва, який діяв на території Рівненської, Волинської та Львівської областей. Учасник німецько-радянської війни.
З 1944 по 1948 рік працював в органах державної безпеки і внутрішніх справ СРСР на західноукраїнських землях.
Член ВКП(б) з 1947 року.
У 1950 році закінчив Львівську дворічну вищу партійну школу.
З 1950 року — на відповідальній радянській і партійній роботі в Рава-Руському та Щирецькому районах Львівської області. До 1955 року — голова виконавчого комітету Кам'янсько-Бузької районної ради депутатів трудящих Львівської області.
У 1955 — січні 1963 року — 1-й секретар Сокальського районного комітету КПУ Львівської області.
Закінчив заочно Вищу партійну школу при ЦК КПРС.
12 січня 1963 — 17 грудня 1964 року — заступник голови виконавчого комітету Львівської сільської обласної ради депутатів трудящих. 17 грудня 1964 — 27 березня 1969 року — заступник голови виконавчого комітету Львівської обласної ради депутатів трудящих. 27 березня 1969 — 15 січня 1976 року — 1-й заступник голови виконавчого комітету Львівської обласної ради депутатів трудящих.
З січня 1976 року — на пенсії.
23 квітня — 30 грудня 1976 року — начальник Львівського обласного управління у справах видавництв, поліграфії і книжкової торгівлі.
Член Спілки письменників СРСР з 1969 року. Автор документальних повістей «Стрибок у легенду» (1964, 1969), «Про що дзвеніли рейки» (1969), «Якщо ти комуніст» (1968), ряду нарисів.
Помер після тривалої важкої хвороби. 31 грудня 1976 року похований на Личаківському цвинтарі міста Львова.

## Нагороди
- три ордени Трудового Червоного Прапора
- орден «Знак Пошани»
- орден Червоної Зірки
- медалі
- Почесна грамота Президії Верховної Ради Української РСР (10.01.1969)
- польський орден «Хрест партизана»
- чехословацька медаль «Антифашистський бойовик»